# Diadora
Diadora é uma empresa italiana especializada na fabricação de roupas e acessórios esportivos fundada em 1948 em Caerano di San Marco.
Em 2009 a empresa foi adquirida pela Geox S.p.A, uma empresa calçadista italiana especializada em sapatos, com sede em Treviso.

## Fornecimento e patrocínio

### Clubes
Brasil
- ABC [3]
- Coritiba [4]
- Goiás [5]
- Náutico [6]
- Ponte Preta [7]
- São José-SP [8]

Noruega
- Bodø/Glimt
- Viking

Paraguai
- Sol de América

Turquia
- Denizlispor
- Elazığspor [9]

### Atletas
- Ariel Ortega
- Mancini
- Victor Leandro
- Martin Jorgensen
- Carlos Tenorio
- Raúl Tamudo
- Roy Keane
- Andrea Barzagli
- Christian Panucci
- Eugenio Corini
- Francesco Totti
- Luciano Zauri
- Simone Barone
- Jefferson Farfán
- Carlos Valdez
- Claudio Milar